# Річард Гарсія
Річард Гарсія (англ. Richard Garcia, 4 вересня 1981, Перт) — австралійський футболіст, нападник. Найбільш відомий за виступами за «Галл Сіті» та збірну Австралії. По завершенні ігрової кар'єри став тренером.

## Біографія

### Клубна кар'єра
У 15 років перебрався в Англію до Академії «Вест Гем Юнайтед». У сезоні 1998/99 допоміг молодіжній команді зробити дубль, забиваючи в кожному раунді розіграшу Кубка Англії. У першій команді, однак, грав дуже мало, виступав в оренді за «Лейтон Орієнт», а в 2004 році перебрався до «Колчестер Юнайтед». Там зумів заявити про себе і в 2007 році перебрався до «Галл Сіті» на правах вільного агента, з яким вперше в історії клубу пробився в англійську еліту у 2008 році. Загалом за 5 сезонів у складі «тигрів» провів понад 100 ігор у чемпіонаті.
23 серпня 2012 року Гарсія повернувся на батьківщину, підписавши контракт із клубом А-ліги «Мельбурн Гарт» на сезон 2012/13. По його завершенні 16 серпня 2013 року Гарсія підписав контракт із іншим місцевим клубом «Сідней» на сезон 2013/14.
5 травня 2014 року Гарсія підписав контракт із клубом Північноамериканської футбольної ліги «Міннесота Юнайтед» на весняну частину сезону 2014 року. Втім у США Річард зіграв лише 2 матчі і 8 липня Гарсія повернувся до Австралії, підписавши дворічний контракт із клубом «Перт Глорі». У цій команді Гарсія і виступав до завершення кар'єри, про яке оголосив 14 травня 2017 року.

### Збірна

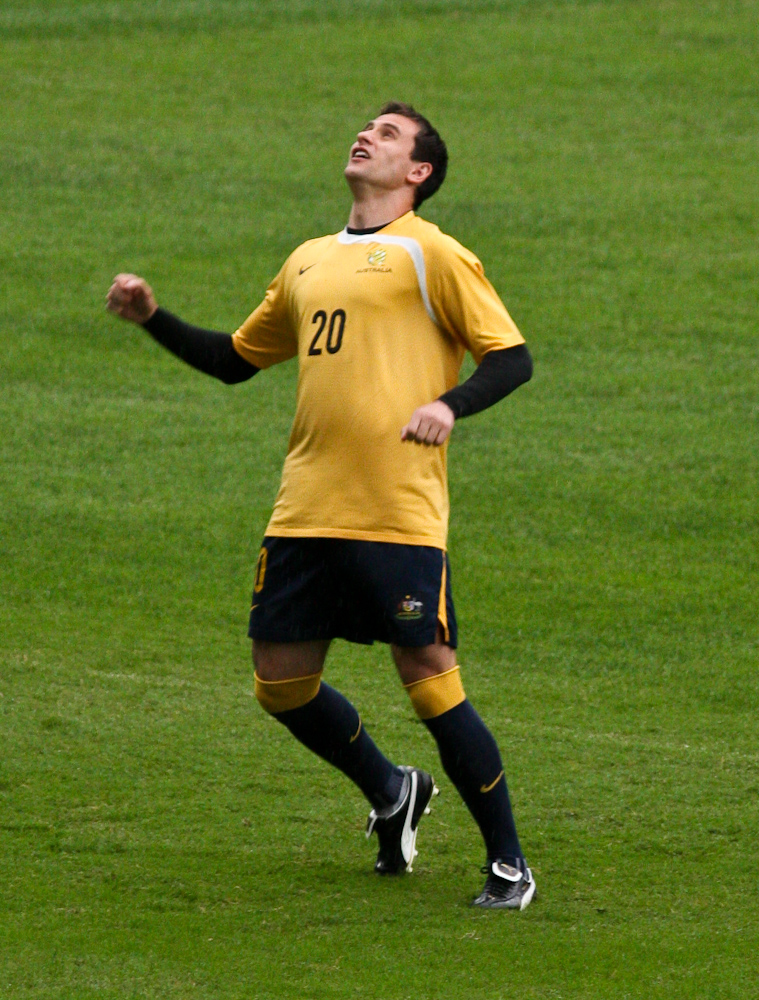
Річард Гарсія у збірній Австралії

Дебютував у національній збірній Австралії 19 серпня 2008 року у матчі проти збірної ПАР. 13 червня 2010 року Річард Гарсія став першим гравцем «Халл Сіті», коли-небудь зіграв на чемпіонаті світу.
7 грудня 2012 року він забив свій перший гол за збірну у грі кваліфікації Кубка Східної Азії 2013 року проти Гуама (9:0). Згодом на цьому турнірі він забив і у грі проти збірної Китайського Тайбею і допоміг команді вийти у фінальну стадію турніру. Загалом провів за збірну 17 ігор і забив 2 голи.

## Тренерська кар'єра
У 2018 році Гарсія став асистентом головного тренера основної команди «Перт Глорі» та паралельно головним тренером молодіжної команди. 18 вересня 2020 року Гарсія був призначений головним тренером першої команди.
У 2022 році увійшов до тренерського штабу Тоні Відмара у збірній Австралії U-23.

## Досягнення
- Переможець плей-оф Чемпіоншіпу: 2008